# العيون (تونس)
العيون إحدى مدن الجمهورية التونسية، تقع في معتمدية العيون التابعة لولاية القصرين. ويبلغ عدد سكانها 18634 ساكن حسب إحصائيات 2004. تعاني المدينة مثل باقي مدن ولاية القصرين الفقر والتهميش المتعمد، والحرمان من أبسط المرافق الأساسية كالعلاج.

## التاريخ
بعد الثورة التونسية، وتحديدا في أوت 2013، شهدت المدينة تواجد عسكري مثكثف وعمليات قصف لجبل العيون للقضاء على الإرهابيين المتحصنين فيه.

## الاقتصاد
وفي مدينة العيون مجموعة من المشاريع من بينها مشروع المياه المعدنية في منطقة عين سلسل والبواجر
ومشروع صنع الأجر بمنطقة الفحيص وجواء علي بن غذاهم, ومشروع الرخام بجبل الكاف لحمر وجبل زوارعية، ومشروع السقوي بمنطقة الصخيرة والبرك ومشروع الخشب بجبل لغلغ وجبل الشار وجبل ماجا وجبل سيدي مبروك. كما تحتوي مدينة العيون كميات من الحديد والزنك ما يكفي احتياجات البلاد التونسية لمدة 6 سنوات.

## الجغرافيا
مدينة العيون هي مركز معتمدية العيون التي تمتد على مساحة 471.88 كلم2. وتبعد المدينة على مركز ولاية القصرين التابعة لها مسافة 60 كلم. و 260 كلم على تونس العاصمة.
وتتكون أراضي العيون بصفة عامة من أراضي خصبة دوبالية، أراضي تراسبات، أراضي دوبالية عضوية وأراضي كلسية. كما تتميز كأغلب مناطق الجهة بمناخ شبه جاف.

## مواضيع ذات علاقة
- ولاية القصرين.
- معتمدية العيون